# Roman Zobnin
Roman Sergejevič Zobnin (rusky: Роман Сергеевич Зобнин, IPA: [rɐˈman sjɪrˈɡje(j)ɪvjɪdʑ ˈzobnjɪn]; * 11. února 1994) je ruský profesionální fotbalista, který hraje na pozici středního záložníka za klub Spartak Moskva. Hraje také na pozici pravého záložníka.

## Klubová kariéra
Debutoval v Ruské druhé divizi za klub Akademiya Tolyatti 30. dubna 2011 v zápase proti FK Ufa a následně v Ruské Premier Lize za Dynamo Moskva 19. července 2013 proti klubu Anži Machačkala.
Dne 15. června 2016, po sestupu Dynama z Ruské Premier Ligy, přestoupil do Spartaku Moskva.
Se svým týmem vyhrál ligu v roce 2017 a Ruský pohár v roce 2022.

## Reprezentační kariéra
Dne 31. března 2015 debutoval za ruskou fotbalovou reprezentaci v přátelském utkání proti Kazachstánu.
Dne 11. května 2018 byl jmenován do rozšířeného ruského týmu pro Mistrovství světa ve fotbale 2018 a byl také zařazen do konečného týmu pro šampionát. Na šampionátu odehrál všechny minuty, ale Rusko bylo nakonec vyřazeno ve čtvrtfinále Chorvatskem.
Dne 11. května 2021 byl zařazen do předběžného rozšířeného 30členného kádru pro Mistrovství Evropy ve fotbale 2020. Dne 2. června 2021 byl zařazen do konečné nominace. Nastoupil do úvodního zápasu Ruska proti Belgii 12. června 2021 a byl vystřídán v 63. minutě. Rusko prohrálo 0:3. Odehrál celý zápas v obou zbývajících ruských zápasech proti Finsku 16. června při vítězství 1:0 a 21. června v posledním zápase skupiny proti Dánsku, když Rusko prohrálo 1:4 a bylo vyřazeno.

## Úspěchy
- Ruská Premier Liga: 2016-17
- Ruský pohár: 2021–22
- Ruský Superpohár: 2017

## Osobní život
Jeho starší bratr Alexandr Zobnin je také profesionálním fotbalistou.